# ボードPC

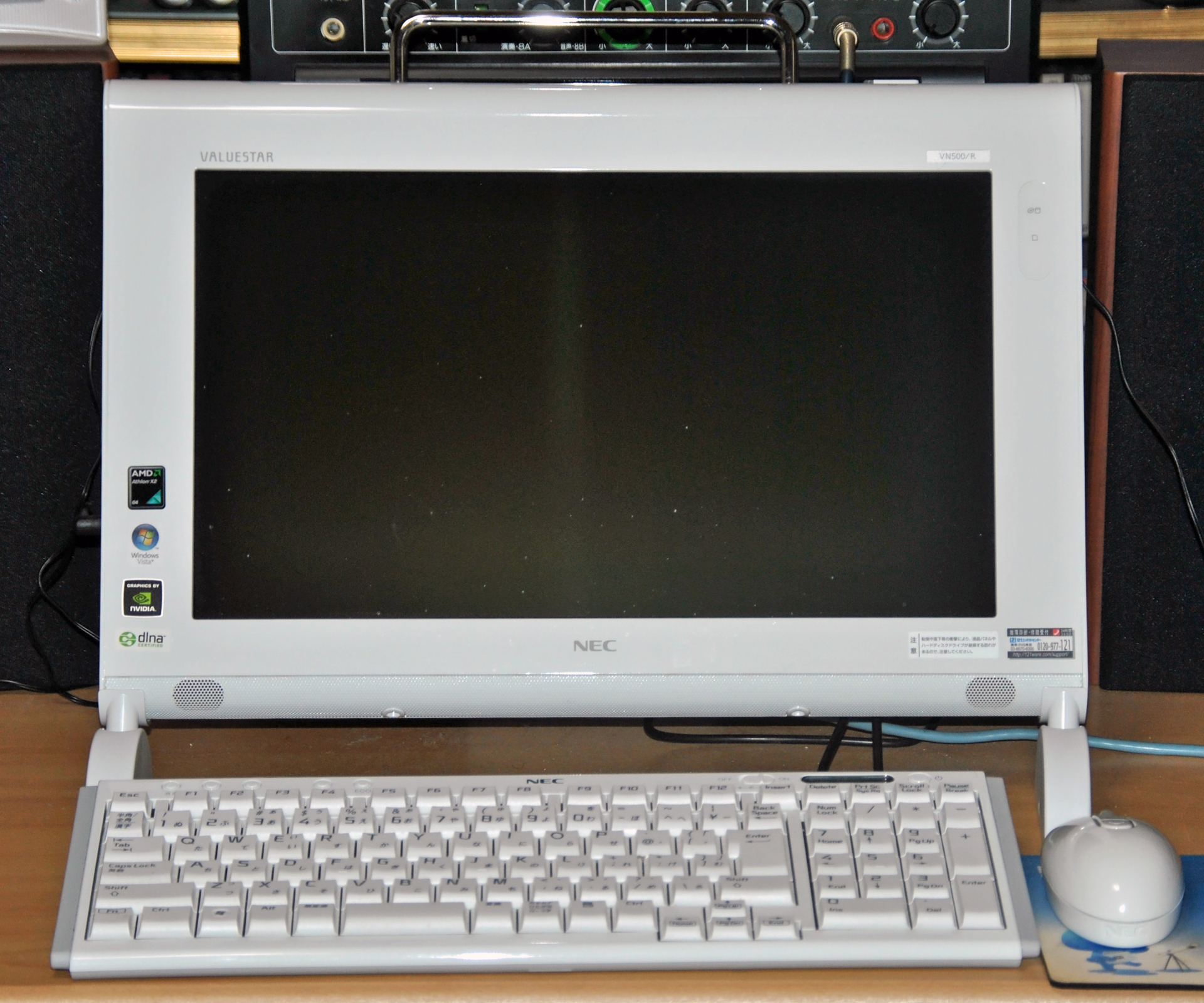
NEC VALUESTAR N

ボードPC（ボードピーシー）は、2000年代に登場した、液晶ディスプレイのシルエットにパソコン本体としての機能を組み込んだオールインワンタイプのパーソナルコンピュータの形態である。

## 概要
ボードPCは、液晶ディスプレイ一体型パソコンのうち、液晶ディスプレイにパソコンを内蔵したような形状を持つ薄型の機種名称である。基本的にはデスクトップパソコンに分類されるが、ディスプレイが本体を兼ねるという形状から、そのままでも自立するほか、機種によっては壁掛けにも対応する。
代表的なモデルとして、ソニーの「VAIO type L」シリーズや、NECの「VALUESTAR N」シリーズ、富士通の「FMV-DESKPOWER F/A50」などがある。日本国外メーカーの製品としては、ネットトップの延長にあるMSIのAP1900、エイサーのGateway ZX、ASUSのEee Topなどがある。
これらの製品は、廉価版としてのネットトップ機種から、地上波デジタル放送チューナーなどを内蔵するなど高性能・多機能を目指す製品まで様々である。
こういった分野では、当時からタブレットPC（ペンを使用するタイプのもの）があったが、ボードPCではキーボードやマウスなどのユーザインタフェースを接続して操作することを前提としており、またインテリア性に特化した意匠性を重視するデザインの製品が主である。
なお同形態の先行する製品にはGatewayの「Profile」（1999年）やiMac G5（2004年）も存在するが、同語は2006年のVAIO type Lシリーズ発表に際し「一枚型のボードPC」として使われた用語として、後発する同形態の他社製品にも使われるようになった。
パソコン形態のジャンルとしてはあまり明確な定義を持って定着したとは言いがたいものの、2010年代のトレンドであるオールインワンの方向性は先取りしていた。

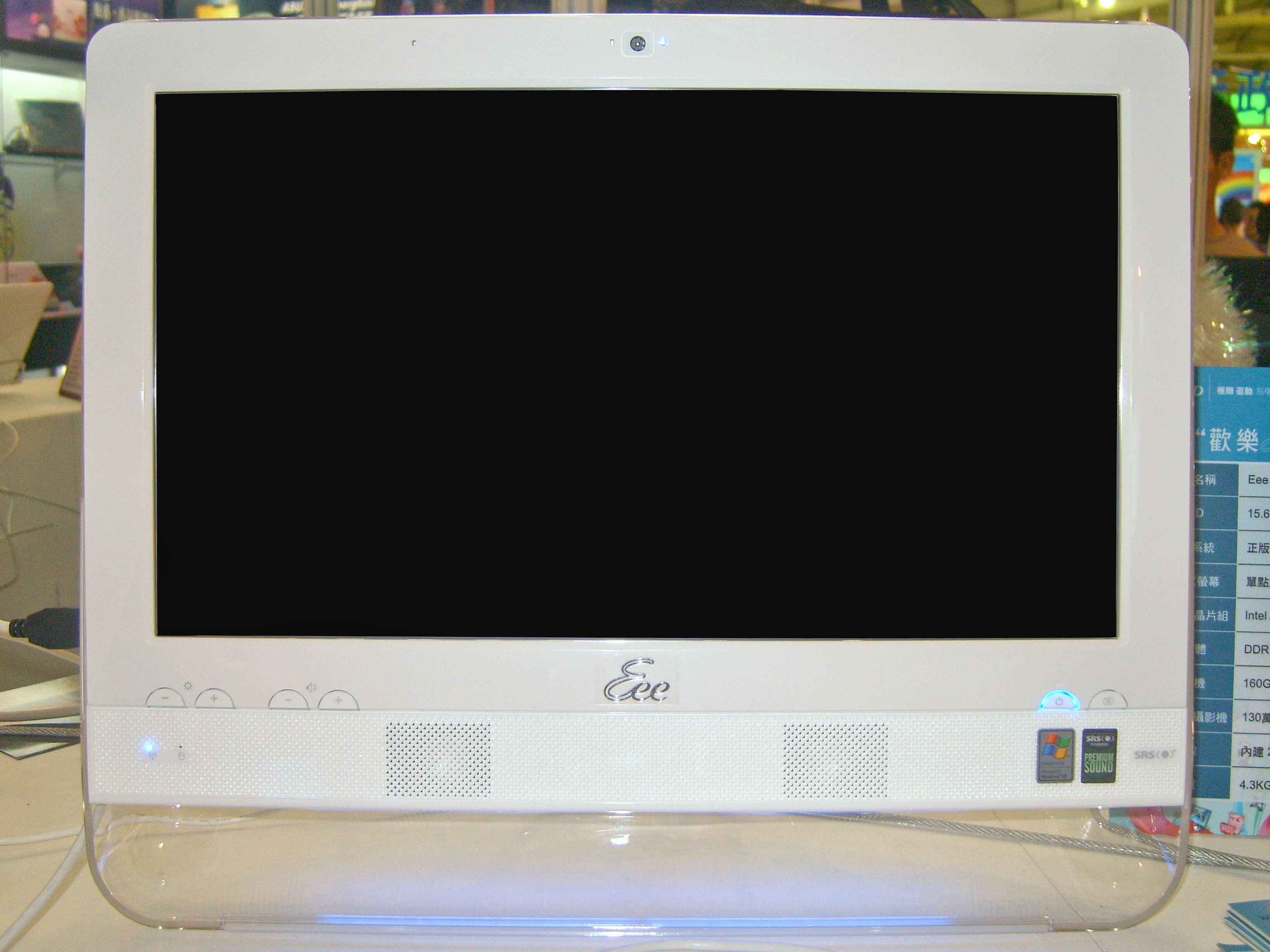
ASUS Eee Top
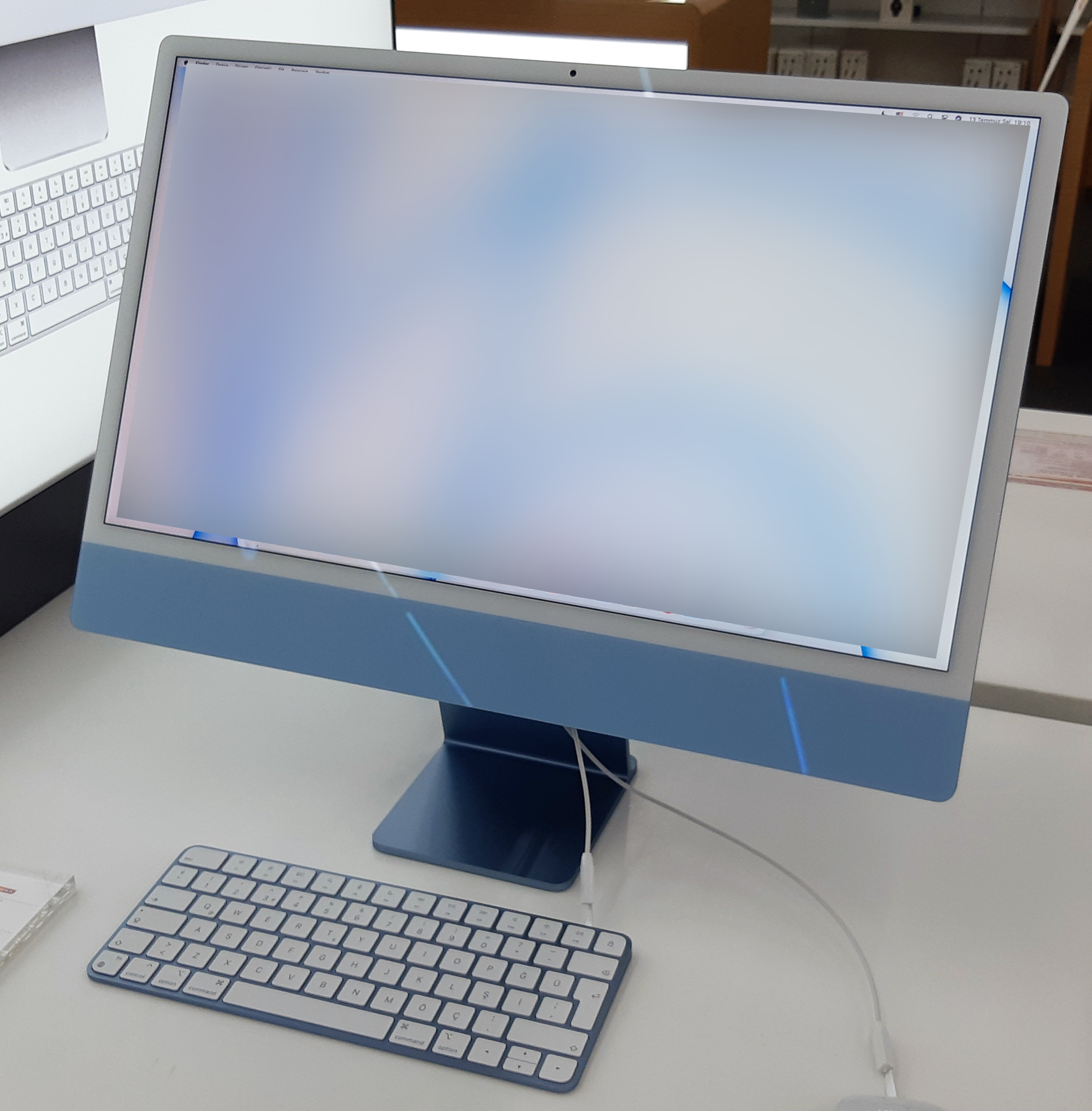
Apple iMac